# Gloire à Hong Kong
Gloire à Hong Kong  (chinois : 願榮光歸香港) est un chant révolutionnaire composé et écrit, en 2019, par un musicien sous le pseudonyme de Thomas, avec la contribution d'un groupe d'internautes hongkongais du forum en ligne LIHKG (en) lors des manifestations de 2019-2020 à Hong Kong.

## Historique
Les manifestants hongkongais prodémocratie utilisent, depuis août 2019, un chant révolutionnaire composé par un anonyme Thomas et amendé par les internautes. Ce chant appelle à la mobilisation des manifestants : 

« Pour toutes les larmes versées sur notre terre; Entendez-vous la colère dans nos pleurs; Levez-vous et prenez la parole, notre voix en écho; La liberté nous éclairera. »

,,.
À plusieurs reprises, ce chant a été joué accidentellement à la place de La Marche des Volontaires chinoise.
En 2022, lorsqu’on recherche en anglais l’hymne de Hong Kong sur le moteur de recherche de Google, c'est le résultat Glory to Hong Kong qui arrive en tête avec la page de Wikipédia. La Marche des Volontaires arrive uniquement en deuxième position  ,
Le 8 mai 2024, la Cour d'appel de Hong Kong a annulé une décision de justice de première instance de juillet 2023 et a interdit la diffusion de la chanson.